# Ernest Weinrauch
Ernest Weinrauch (* 17. Oktober 1730 in Donauwörth; † 9. April 1793 in Zwiefalten) war ein deutscher Benediktinerpater und Komponist.

## Leben
Ernest Weinrauch wurde als ältester Sohn des Glasermeisters Joh. Michael Weinrauch in Donauwörth geboren und auf den Namen Faustinus getauft. Es ist ungeklärt, aus welchen Gründen er ins Kloster ging und nicht in die beruflichen Fußstapfen seines Vaters trat. Möglicherweise hat seine besondere musikalische Begabung den Ausschlag für eine Aufnahme bei den Benediktinern gegeben – 1748 trat er in Zwiefalten mit der Profess in das monastische Leben ein. Die Entscheidung, dem Orden beizutreten, mag dabei aus eigenem Antrieb gekommen sein, könnte aber auch von den Eltern beeinflusst gewesen sein. Im Kloster Zwiefalten bekleidete Weinrauch die Ämter des Subpriors und Ordenskapitulars. Einen musikalischen Einfluss könnte der ebenfalls in Zwiefalten tätige Komponist, Pater Columban Habisreitunger (1683–1755) auf ihn gehabt haben. In seinem Wirkungskreis war Ernest Weinrauch als hervorragender Kontrapunktiker, Orgelspieler und Komponist bekannt. Er widmete sich nach dem heutigen Stand der Forschungen ausschließlich der Kirchenmusik.
Pater Weinrauch starb am 9. April 1793 im Kloster. Der Eintrag in das Totenregister der Abtei ist neben dem Eintrag ins Taufregister das bisher wohl stichhaltigste Dokument zum Leben des Komponisten: Obitus Dom. R P. Ernesti Weinrauch, Man. Zivifalt. Hoc item anno. 9.— apr. Post horam 8™ noctumampie in Domino obiit, Dom. R. P. Ernestus Weinrauch, Donauverdanus; Sub-Prior, et chori Regens per annos 30. et ultra. aetatis 63. a Professione 45. S acerdos 38. Musicus, et Componista insignis; rei inde tarnen superbiens, auf elatus animo; Dilectus Deo et hominibus, de quo vere illud. Qui pius, prudens, humilis, pudicus, sobrius, castus fuit, et quietus, Vita dum praesens vegetavit ejus artus. Obiit, post brevem dierum aliquot aegrotatiomm, exfatali corporis tumore, orto ex sternia aquosa. R. LP.
Interessant ist, neben der Nennung seiner Ämter und der genauen Bezeichnung als ausführender Musiker und Komponist (Musicus et Componista), die Beschreibung seines Charakters. Es muss sich um einen beliebten (dilectus Deo et hominibus), frommen, ruhigen und zurückhaltenden Menschen gehandelt haben. Zumindest vermitteln dies Worte wie plus, humilis, pudicus, sobrius, castus, quietus. Möglicherweise liegt in dieser Zurückhaltung eine Ursache, warum Weinrauch – im Gegensatz zu zahlreichen Klosterkomponisten seiner Zeit – keines seiner Werke drucken ließ. Eine Drucklegung und Edition der Werke des Komponisten hätte zugleich zur Ehre der Abtei Zwiefalten und des regierenden Abtes beigetragen. Weshalb die amtierenden Äbte und der Komponist daran kein Interesse hatten, bleibt im Dunkeln.

## Werk
Die Musik Pater Weinrauchs und seines Umfeldes besitzt in weiten Teilen eine eigene musikalische Ästhetik. Häufig deckt sie sich nicht mit der viel bekannteren, so genannten „Wiener Klassik“. Sie geht oft andere Wege und hat mehr mit der Musik des „empfindsamen Stils“ eines Carl Philipp Emanuel Bachs (1714–1788) oder der „Mannheimer Schule“ aus der Zeit des Kurfürsten Carl Theodor von der Pfalz (1724–1799) gemeinsam. Zudem sind Einflüsse des in Salzburg wirkenden Johann Michael Haydn (1737–1806) unverkennbar, der mit den oberschwäbischen Reichsklöstern in Kontakt stand. Weinrauchs bisher frühest datierbare Komposition, die Vertonung des Psalms 129 De profundis trägt im Titel das Jahr 1761. Das Stimmenmaterial liegt in der Musikbibliothek des Klosters Ottobeuren. Die nächste Komposition mit Datumsangabe, das Offertorium de una virgine Veni sponsa Christi, nennt im Titel das Jahr 1763. Die Komposition ist aus dem Bestand des ehemaligen Klosters Isny erhalten. Ob P. Weinrauch bereits früher komponiert hat, bleibt ungewiss, da er aber bereits am 1. Januar 1748 Profess abgelegt hatte und seine Primiz am 6. Januar 1755 feierte, ist anzunehmen, dass seine kompositorische Tätigkeit nicht erst mit der Amtsübernahme zu Beginn der 1760er Jahre – und damit in der Mitte seines Lebens mit 30 Jahren – einsetzte.
Das überlieferte Repertoire deckt nahezu alle damals üblichen Sparten der Vokalmusik ab. Neben Vertonungen zum Ordinarium Missae (Messen, Requiem), Offertorien, Vespern, Marianischen Antiphonen, Psalmen, Stabat mater etc. hat P. Weinrauch zwei deutschsprachige Oratorien verfasst: Kain und Abel, das in Zwiefalten vor einigen Jahren in bearbeiteter Fassung aufgeführt wurde und das Passionsoratorium Die Geislung Christi. Zudem schrieb er Musik zu so genannten Schulspielen oder Schuldramen, opernhafte Schauspiele für die Klosterschule und das Kolleg Ehingen.

## Wirkung
Von Ernest Weinrauchs Wirken innerhalb des Klosters geben nur wenige Dokumente ein zeitnahes Zeugnis. Sicher ist jedoch, dass zu seinen Pflichten auch die musikalische Ausbildung der Klosterschüler gehörte. So gingen der spätere Ottobeurener Komponist Pater Conrad Bagg und Conradin Kreutzer, der seit 1789 Unterricht erhielt, aus seiner Schule hervor.
Obgleich Pater Weinrauch keines seiner Werke drucken ließ, war seine Musik weit über die Grenzen seiner Heimat hinaus bekannt. Die Verbreitung seiner Werke reichte bis in das entfernte Mariazell in der Steiermark oder nach Disentis in der Schweiz. Ebenso wurden seine Musikwerke in den Klöstern im Schwarzwald, nachweislich in der Abtei St. Peter gespielt. Neuere Forschungsergebnisse zeigen sogar, dass ihre Verbreitung bis nach Polen und Ungarn reichte. Reichsfreiherr Franz Friedrich Siegmund August Böcklin von Böcklinsau (1745–1813), u. a. Kammerherr im Dienst Herzog Carl Eugens, rechnet P. Weinrauch in seinen 1790 herausgegebenen Beyträgen zur Geschichte der Musik: besonders in Deutschland unter die „bekannten guten“ Kirchenmusiker seiner Zeit.
Mit Sicherheit dienten die Kompositionen Pater Weinrauchs anderen Musikern als Muster für eigene Werke. Dies zeigt sich etwa in der Musik des Benediktiners August Violand (1750–1811), der im Kloster St. Trudpert im Münstertal bis zu dessen Auflösung wirkte – Zwiefalten und St. Trudpert standen im 18. Jahrhundert in engem Kontakt. Violands Werke ähneln in Details jenen Weinrauchs, sodass hier von einem direkten Einfluss ausgegangen werden kann.